# HBG1
HBG1 (англ. Hemoglobin subunit gamma 1) – білок, який кодується однойменним геном, розташованим у людей на короткому плечі 11-ї хромосоми. Довжина поліпептидного ланцюга білка становить 147 амінокислот, а молекулярна маса — 16 140.
| 10         |  | 20         |  | 30         |  | 40         |  | 50         |
| ---------- |  | ---------- |  | ---------- |  | ---------- |  | ---------- |
| MGHFTEEDKA |  | TITSLWGKVN |  | VEDAGGETLG |  | RLLVVYPWTQ |  | RFFDSFGNLS |
| SASAIMGNPK |  | VKAHGKKVLT |  | SLGDAIKHLD |  | DLKGTFAQLS |  | ELHCDKLHVD |
| PENFKLLGNV |  | LVTVLAIHFG |  | KEFTPEVQAS |  | WQKMVTAVAS |  | ALSSRYH    |

A: Аланін

C: Цистеїн

D: Аспарагінова кислота

E: Глутамінова кислота

F: Фенілаланін

G: Гліцин

H: Гістидин

I: Ізолейцин

K: Лізин

L: Лейцин

M: Метіонін

N: Аспарагін

P: Пролін

Q: Глутамін

R: Аргінін

S: Серин

T: Треонін

V: Валін

W: Триптофан

Кодований геном білок за функцією належить до фосфопротеїнів. 
Задіяний у таких біологічних процесах, як транспорт, транспорт кисню, ацетилювання. 
Білок має сайт для зв'язування з іонами металів, іоном заліза, гемом. 